# 88 ملم كيه دبليو كيه 36

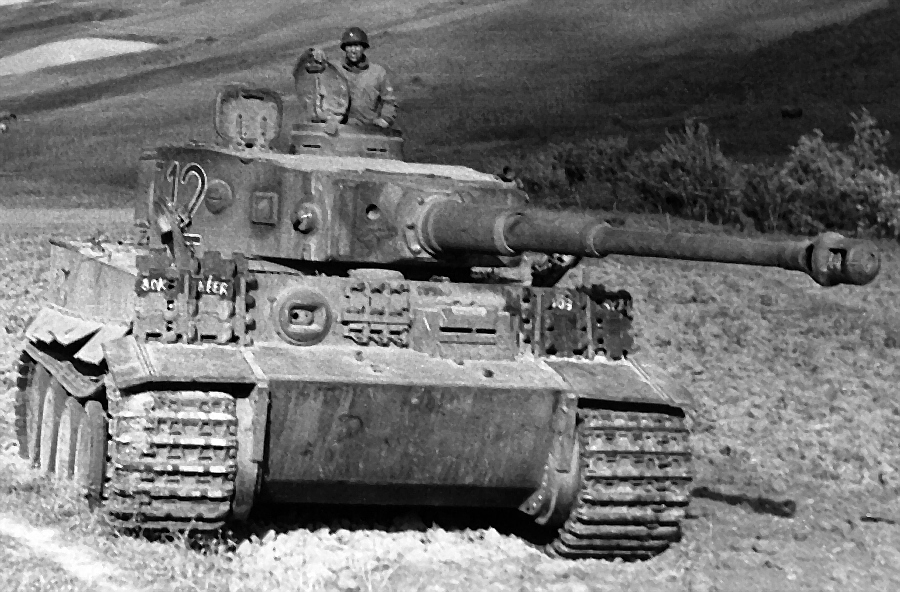
دبابة تايجر بمدفع 88 ملم

88 ملم كيه دبليو كيه 36 ال/56 هو مدفع عيار 88 ملم استخدم من قبل الجيش الألماني النازي اثناء الحرب العالمية الثانية. يعتبر هذا المدفع الاساسي في تسليح الاساسي دبابة تايجر 1. طور شركة كروب هذا المدفع حيث كان مدفعا طويل السبطانة عالي الدقة والفعالية مقارنة ببقية المدافع من نفس الفئة وخصوصا على المسافات التي تزيد عن 2500 م. أما على مدى أقل فقد تفوق عليه المدفع KwK 42 عيار 75 مم المستخدم في الدبابة بانثر.
استخدم هذا المدفع أربع أنواع من الذخائر (خارقة للدرع مغلفة، خارقة للدرع بنواة صلبة، خارقة للدرع متفجرة ومتشظية/حارقة ضد الأهداف الأقل تدريعا) وقد ساهم المدفع أيضا في خلق اسطورة الدبابة لمداه العالي وفعاليته ودقته خصوصا أنا رماة المدفع درّبوا على إصابة الهدف من القذيفة الأولى.